# Agonimia
Agonimia is een geslacht van korstmossen dat behoort tot de familie Verrucariaceae van de ascomyceten.

## Soorten
Volgens Index Fungorum telt het geslacht 24 soorten (peildatum februari 2022):
| Soortnaam                                   | Auteur(s)                           | Publicatiejaar |
| ------------------------------------------- | ----------------------------------- | -------------- |
| Agonimia abscondita                         | P.M. McCarthy & Elix                | 2018           |
| Agonimia allobata (Schorshaarschubje)       | (Stizenb.) P. James                 | 1992           |
| Agonimia ascendens                          | S.Y. Kondr., Lőkös & Hur            | 2018           |
| Agonimia blumii                             | S.Y. Kondr.                         | 2015           |
| Agonimia borysthenica                       | Dymytrova, Breuss & S.Y. Kondr.     | 2011           |
| Agonimia bryophilopsis                      | (Vain.) Hafellner                   | 2018           |
| Agonimia cavernicola                        | S.Y. Kondr., Lőkös & Hur            | 2015           |
| Agonimia deguchii                           | H. Harada                           | 2013           |
| Agonimia flabelliformis (Koraalhaarschubje) | J.P. Halda, Czarnota & Guzow-Krzem. | 2011           |
| Agonimia foliacea                           | (P.M. Jørg.) Lücking & B. Moncada   | 2017           |
| Agonimia gelatinosa (Leemhaarschubje)       | (Ach.) M. Brand & Diederich         | 1999           |
| Agonimia globulifera (Kalkhaarschubje)      | M. Brand & Diederich                | 1999           |
| Agonimia koreana                            | Kashiw. & K.H. Moon                 | 2008           |
| Agonimia latzelii                           | Zahlbr.                             | 1909           |
| Agonimia loekoesii                          | S.Y. Kondr., J.P. Halda & Hur       | 2016           |
| Agonimia octospora                          | Coppins & P. James                  | 1978           |
| Agonimia opuntiella (Glashaarschubje)       | (Buschardt & Poelt) Vězda           | 1997           |
| Agonimia pacifica                           | (H. Harada) Diederich               | 1997           |
| Agonimia repleta                            | Czarnota & Coppins                  | 2000           |
| Agonimia sunchonensis                       | S.Y. Kondr. & Hur                   | 2018           |
| Agonimia tenuiloba                          | Aptroot & M. Cáceres                | 2013           |
| Agonimia tristicula (Gewoon haarschubje)    | (Nyl.) Zahlbr.                      | 1909           |
| Agonimia vouauxii (Duinhaarschubje)         | (B. de Lesd.) M. Brand & Diederich  | 1999           |
| Agonimia yongsangensis                      | S.Y. Kondr. & Hur                   | 2018           |